# Второвы
Второвы (Второво) (от фамилии рус. дореф. Второвъ) — русские дворянские роды в Русском царстве и Российской империи.

## Дворянские роды
Существуют четыре рода этой фамилии различного происхождения:
- Происходит от рузского городового дворянина Исая Анисимовича Второва, который за участие в литовском походе пожалован вотчиной в Рузском уезде в 1666 году. Род этот внесён в VI часть родословной книги (Гербовник, VIII, 97)[1].
- Родоначальник другого рода Второвых был путивлец Михаил Семёнович Второв, которому за участие в крымских походах пожалована вотчина в Путивльском уезде в 1693 году. Род этот внесён в VI часть родословной книги Курской губернии.
- Второв — получил дворянство по военным чинам и внесены во II часть родословной книги Курской губернии.
- Второв — получил дворянство по военным чинам и внесены во II часть родословной книги Рязанской губернии[2].

## История рода
В XVII столетии владели поместьями в Рузском уезде. Иван Второв служил в стряпчих конюхах (1613). Фёдор Никифорович вёрстан новичным окладом по Бежецкому Верху (1631). Пётр и Михаил Второвы подьячие Казанского дворца (1646). Спиридон Степанович рузский губной староста (1654). Иван Михайлович домовой стряпчий Казанского митрополита (1693).

## Описание герба
Щит, разделённый перпендикулярно надвое, имеет правую половину голубого и красного цвета, разрезанную диагонально к левому нижнему углу, а левая половина составлена из золотых и серебряных шахмат, из коих выходит в латах рука с саблей.
Щит увенчан обыкновенным дворянским шлемом с дворянской на нём короной со страусовыми перьями, а по сторонам их видны два чёрных орлиных крыла с серебряными на них звёздами и посредине на перьях золотой крест. Намёт на щите голубой и золотой, подложенный серебром и красным цветом. Герб рода Второвых внесён в Часть 8 Общего гербовника дворянских родов Всероссийской империи, стр. 97.